# Cléo Hamon
Cléo Hamon (ur. 25 listopada 2001 w Cormeilles-en-Parisis) – francuska łyżwiarka figurowa, startująca w parach sportowych. Uczestniczka mistrzostw Europy, medalistka zawodów międzynarodowych, 4-krotna mistrzyni Francji juniorów (2017–2020) i dwukrotna mistrzyni Francji seniorów (2020, 2021).

## Osiągnięcia

### Pary sportowe

#### Z Denysem Strekalinem

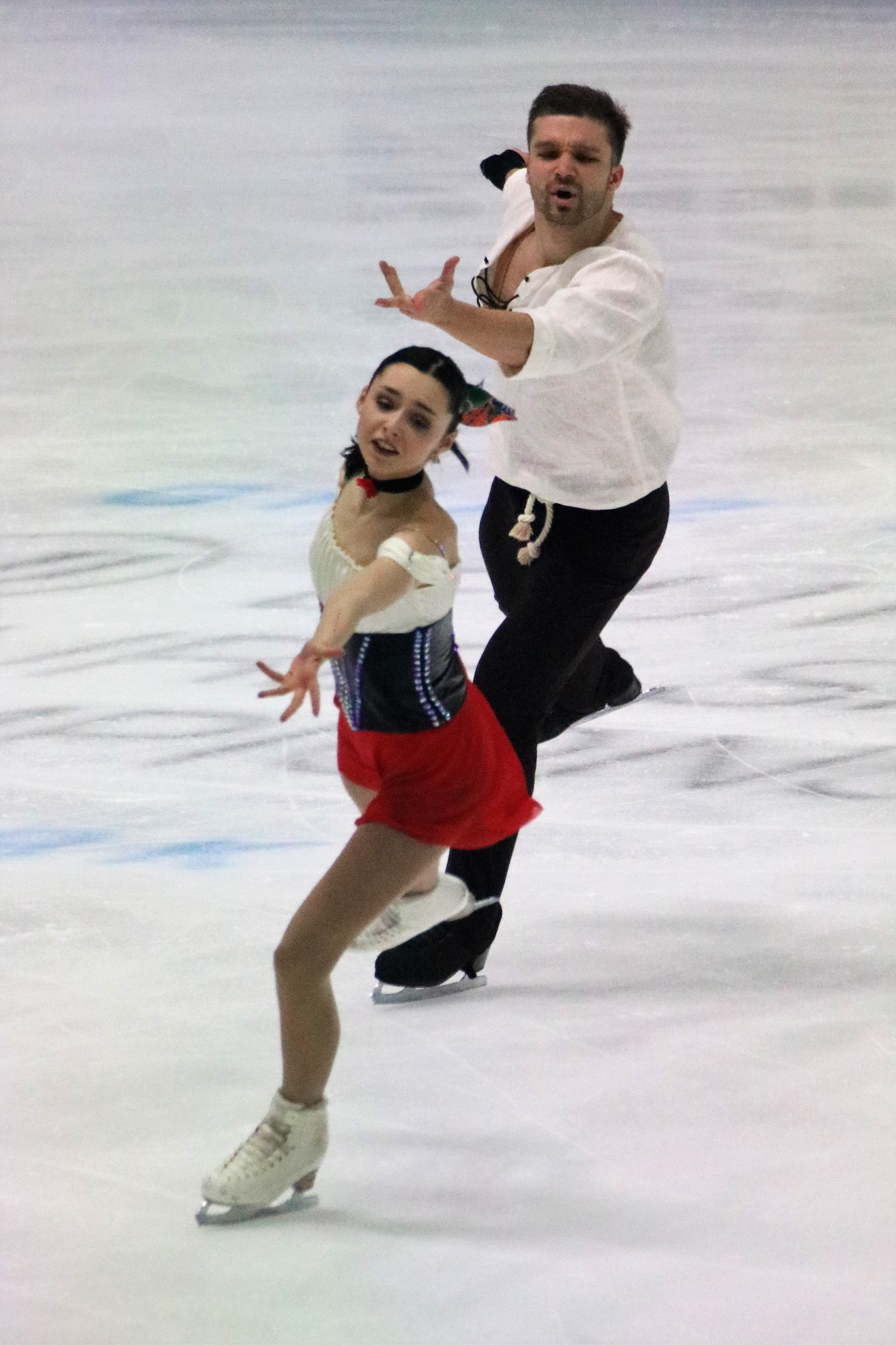
Hamon i Strekalin podczas programu dowolnego Notre-Dame de Paris na mistrzostwach Europy 2020

| Zawody                                | 16–17          | 17–18          | 18–19          | 19–20          | 20–21          | 21–22          |                |                |                |                |                |                |                |                |                |                |                |
| Międzynarodowe                        | Międzynarodowe | Międzynarodowe | Międzynarodowe | Międzynarodowe | Międzynarodowe | Międzynarodowe | Międzynarodowe | Międzynarodowe | Międzynarodowe | Międzynarodowe | Międzynarodowe | Międzynarodowe | Międzynarodowe | Międzynarodowe | Międzynarodowe | Międzynarodowe | Międzynarodowe |
| ------------------------------------- | -------------- | -------------- | -------------- | -------------- | -------------- | -------------- | -------------- | -------------- | -------------- | -------------- | -------------- | -------------- | -------------- | -------------- | -------------- | -------------- | -------------- |
| Mistrzostwa świata                    |                |                |                | C              | 20             |                |                |                |                |                |                |                |                |                |                |                |                |
| Mistrzostwa Europy                    |                |                |                | 9              |                |                |                |                |                |                |                |                |                |                |                |                |                |
| GP Internationaux de France           |                |                |                |                | C              | TBD            |                |                |                |                |                |                |                |                |                |                |                |
| CS Lombardia Trophy                   |                |                |                |                |                | 4              |                |                |                |                |                |                |                |                |                |                |                |
| CS Finlandia Trophy                   |                |                |                | 7              |                |                |                |                |                |                |                |                |                |                |                |                |                |
| CS Nebelhorn Trophy                   |                |                |                |                | 3              | WD             |                |                |                |                |                |                |                |                |                |                |                |
| CS Warsaw Cup                         |                |                |                | 10             |                |                |                |                |                |                |                |                |                |                |                |                |                |
| Volvo Open Cup                        |                |                | 1              |                |                |                |                |                |                |                |                |                |                |                |                |                |                |
| Międzynarodowe: Kategorie młodzieżowe |                |                |                |                |                |                |                |                |                |                |                |                |                |                |                |                |                |
| Mistrzostwa świata juniorów           | 14             | 11             | 9              | 5              |                |                |                |                |                |                |                |                |                |                |                |                |                |
| JGP w Austrii                         |                |                | 6              |                |                |                |                |                |                |                |                |                |                |                |                |                |                |
| JGP w Czechach                        |                |                | 5              |                |                |                |                |                |                |                |                |                |                |                |                |                |                |
| JGP na Łotwie                         |                | 8              |                |                |                |                |                |                |                |                |                |                |                |                |                |                |                |
| JGP w Polsce                          |                | 15             |                |                |                |                |                |                |                |                |                |                |                |                |                |                |                |
| JGP Stanach Zjednoczonych             |                |                |                | 8              |                |                |                |                |                |                |                |                |                |                |                |                |                |
| Bavarian Open                         | 7 J            |                |                |                |                |                |                |                |                |                |                |                |                |                |                |                |                |
| Tallinn Trophy                        |                | 2 J            |                |                |                |                |                |                |                |                |                |                |                |                |                |                |                |
| Krajowe                               |                |                |                |                |                |                |                |                |                |                |                |                |                |                |                |                |                |
| Mistrzostwa Francji                   |                | 2              | 2              | 1              | 1              |                |                |                |                |                |                |                |                |                |                |                |                |
| Mistrzostwa Francji juniorów          | 1              | 1              | 1              | 1              |                |                |                |                |                |                |                |                |                |                |                |                |                |
| Zawody drużynowe                      |                |                |                |                |                |                |                |                |                |                |                |                |                |                |                |                |                |
| World Team Trophy                     |                |                |                |                | 5 T 5 P        |                |                |                |                |                |                |                |                |                |                |                |                |

#### Z Xavierem Vauclinem
| Młodzieżowe mistrzostwa Francji | 1 N |

### Solistki
| Zawody                                | 13–14                                 | 14–15                                 | 15–16                                 | 16–17                                 |                                       |                                       |                                       |                                       |                                       |                                       |                                       |                                       |                                       |                                       |                                       |                                       |                                       |                                       |
| Międzynarodowe: Kategorie młodzieżowe | Międzynarodowe: Kategorie młodzieżowe | Międzynarodowe: Kategorie młodzieżowe | Międzynarodowe: Kategorie młodzieżowe | Międzynarodowe: Kategorie młodzieżowe | Międzynarodowe: Kategorie młodzieżowe | Międzynarodowe: Kategorie młodzieżowe | Międzynarodowe: Kategorie młodzieżowe | Międzynarodowe: Kategorie młodzieżowe | Międzynarodowe: Kategorie młodzieżowe | Międzynarodowe: Kategorie młodzieżowe | Międzynarodowe: Kategorie młodzieżowe | Międzynarodowe: Kategorie młodzieżowe | Międzynarodowe: Kategorie młodzieżowe | Międzynarodowe: Kategorie młodzieżowe | Międzynarodowe: Kategorie młodzieżowe | Międzynarodowe: Kategorie młodzieżowe | Międzynarodowe: Kategorie młodzieżowe | Międzynarodowe: Kategorie młodzieżowe |
| ------------------------------------- | ------------------------------------- | ------------------------------------- | ------------------------------------- | ------------------------------------- | ------------------------------------- | ------------------------------------- | ------------------------------------- | ------------------------------------- | ------------------------------------- | ------------------------------------- | ------------------------------------- | ------------------------------------- | ------------------------------------- | ------------------------------------- | ------------------------------------- | ------------------------------------- | ------------------------------------- | ------------------------------------- |
| Bavarian Open                         |                                       | 15 AN                                 |                                       |                                       |                                       |                                       |                                       |                                       |                                       |                                       |                                       |                                       |                                       |                                       |                                       |                                       |                                       |                                       |
| Crystal Skate of Romania              |                                       |                                       | 1 AN                                  |                                       |                                       |                                       |                                       |                                       |                                       |                                       |                                       |                                       |                                       |                                       |                                       |                                       |                                       |                                       |
| Golden Bear Zagrzeb                   |                                       |                                       |                                       | 13 J                                  |                                       |                                       |                                       |                                       |                                       |                                       |                                       |                                       |                                       |                                       |                                       |                                       |                                       |                                       |
| Grand Prix of Bratislava              |                                       | 2 AN                                  |                                       |                                       |                                       |                                       |                                       |                                       |                                       |                                       |                                       |                                       |                                       |                                       |                                       |                                       |                                       |                                       |
| Rooster Cup                           | 3 A                                   | 1 A                                   | 2 AN                                  |                                       |                                       |                                       |                                       |                                       |                                       |                                       |                                       |                                       |                                       |                                       |                                       |                                       |                                       |                                       |
| Santa Claus Cup                       | 2 A                                   |                                       | 18 AN                                 |                                       |                                       |                                       |                                       |                                       |                                       |                                       |                                       |                                       |                                       |                                       |                                       |                                       |                                       |                                       |
| Krajowe                               |                                       |                                       |                                       |                                       |                                       |                                       |                                       |                                       |                                       |                                       |                                       |                                       |                                       |                                       |                                       |                                       |                                       |                                       |
| Młodzieżowe mistrzostwa Francji       | 3 S                                   | 7 AN                                  | 9 AN                                  |                                       |                                       |                                       |                                       |                                       |                                       |                                       |                                       |                                       |                                       |                                       |                                       |                                       |                                       |                                       |

## Programy
Cléo Hamon / Denys Strekalin
| Sezon   | Program krótki (SP)                                                      | Program dowolny (FS) |
| ------- | ------------------------------------------------------------------------ | --- |
| 2020–21 | - Kill of the Night – Gin Wigmore choreografia: Line Haddad              | - The Fifth Element – Éric Serra - The Fifth Element - Diva Dance choreografia: Line Haddad                                                                    |
| 2019–20 | - Bang Bang – Asaf Awidan choreografia: Leonie Corbin                    | - Notre-Dame de Paris – Riccardo Cocciante, Luc Plamondon choreografia: Fabian Bourzat, Silvia Fontana                                                         |
| 2018–19 | - Bang Bang – Asaf Awidan choreografia: Leonie Corbin                    | - Deep Shadow – T.T.L. - The Hunger Games: Mockingjay – Part 1 medley: - Hanging Tree – L.E.J - The Mockingjay Theme – Hans Zimmer choreografia: Leonie Corbin |
| 2017–18 | - I Want You Back – Tony Succar, Tito Nieves choreografia: Leonie Corbin | - Deep Shadow – T.T.L. - The Hunger Games: Mockingjay – Part 1 medley: - Hanging Tree – L.E.J - The Mockingjay Theme – Hans Zimmer choreografia: Leonie Corbin |
| 2016–17 | - I Want You Back – Tony Succar, Tito Nieves choreografia: Leonie Corbin | - Interstellar – Hans Zimmer choreografia: Leonie Corbin |